# 多伞阿魏
多伞阿魏（学名：Ferula ferulaeoides）是伞形科阿魏属的植物。分布在俄罗斯以及中国大陆的新疆等地，生长于海拔430米至1,040米的地区，一般生于沙地、沙丘或砾石质的蒿属植物荒漠中，目前尚未由人工引种栽培。